# Heterogonium subglabrum
Heterogonium subglabrum är en ormbunkeart som beskrevs av Holtt. Heterogonium subglabrum ingår i släktet Heterogonium och familjen Tectariaceae. Inga underarter finns listade.